# Stenophragma similis
Stenophragma similis är en tvåvingeart som först beskrevs av Oskar Augustus Johannsen 1910.  Stenophragma similis ingår i släktet Stenophragma och familjen svampmyggor.
Artens utbredningsområde är Québec. Inga underarter finns listade i Catalogue of Life.